# Benny H.V. Andersson
Benny Heine Vinsent Andersson, född den 13 oktober 1953 i Linköpings domkyrkoförsamling, är en svensk målare. 
Andersson är uppvuxen i Valdemarsvik. År 1976 tilldelades han Valdemarsviks kommuns kulturstipendium. År 1979 målade han flera stora väggmålningar för Folkets hus biograf i Valdemarsvik.
År 1980 flyttade han till USA och bosatte sig så småningom i New York. Hans konst har visats på utställningar i bland annat USA, Japan, Kina, Sydkorea och Sverige.
Andersson var 2001 medarbetare i tidskriften Contra.
År 2017 gav han ut boken Bless: A Book of Visionary Art and Reverent Poetry tillsammans med poeten Mason Adams.

### Illustratör
- Hansson, Tommy R. (2008). Destruktörerna: hur 13 män, tre kvinnor och kulturvänstern förstörde Sverige. Illustrationer: Andersson Benny H. V.. Stockholm: Contra. Libris 11291480. ISBN 9789186092436

### Författare
- Mason Adams and Benny H.V. Andersson (2022-10-13). Bless: A Book of Visionary Art and Reverent Poetry. ISBN 979-8836224523. https://www.amazon.com/Bless-Book-Visionary-Reverent-Poetry/dp/B0BJ4SQVBW/ref=sr_1_1?qid=1704232070&refinements=p_27%3ABenny+H.V.+Andersson&s=books&sr=1-1&text=Benny+H.V.+Andersson#detailBullets_feature_div. Läst 2 januari 2024